# Дългоносо морско конче
Дългоносото морско конче (Hippocampus guttulatus) е вид морско конче от семейство иглови (Syngnathidae).

## Разпространение и местообитание
Видът е разпространен в България, Великобритания, Грузия, Гърция, Израел, Ирландия, Испания, Италия, Кипър, Малта, Монако, Нидерландия, Португалия, Румъния, Русия, Сирия, Тунис, Турция, Украйна, Франция и Хърватия.
Обитава крайбрежията и пясъчните дъна на полусолени водоеми, морета и лагуни. Среща се на дълбочина от 5 до 20 m, при температура на водата около 19,2 °C и соленост 37,5 ‰.

## Описание
На дължина достигат до 21,5 cm.
Продължителността им на живот е около 6 години.